# 公处降参
公处降参（?—?）藏族，云南省中甸大中甸松谋村人，藏传佛教格鲁派堪布，后来被追认为第十五世（计追认）松谋活佛。

## 生平
前十四世松谋活佛为《松谋转世传》的著者每隔几十年选一位有名望者追认所得。第十五世松谋活佛公处降参为堪布，从他开始的转世系统为松谋活佛。由于公处降参生于大中甸松谋村（一说为大中甸尼史村松谋念仓家），所以该活佛系统得名“松谋活佛”。